# God's Too Cool
God's Too Cool је сингл Луке Ивановића, познатијег под својим уметничким именом Luke Black, који се појавио након успеха истоименог сингла. Лука је српски кантаутор. Осим ауторском музиком, бави се и аудио продукцијом и режијом сопствених наступа и музичких спотова. 

## Порекло песме и историјат њеног издања
Сингл је објављен 16. новембра 2023. године. 
Лука је аутор музике и текста песме са продуцентом Shurk. 
То је трећи сингл аутора после наступа на Песми за Евровизију 2023. године.
„God's Too Cool“ приказује слику божанствене забаве која је пошла по злу, док Бог, најтраженији гост, необјашњиво прикрива догађај због њихове чисте хладноће. Небеске жице уводе атмосферу која подсећа на судњи дан пре него што се преобразе у пулсирајућу атмосферу подземног техно клуба."

## Музички спот
За песму је направљен музички спот, у режији Travis Li, који је 16. новембар 2023. године стављен на располагање путем веб странице YouTube.